# Приз имени Виталия Давыдова
Приз имени Виталия Давыдова — ежегодная награда, учреждённая Молодёжной хоккейной лигой, которая по окончании сезона вручается самому ценному игроку плей-офф чемпионата МХЛ завершившегося сезона.
Награда названа в честь великого советского хоккеиста и тренера Виталия Семёновича Давыдова, одного из лучших защитников в истории мирового хоккея.
Первым обладателем награды стал Дмитрий Орлов, который в плей-офф сезона 2009/10 набрал 19 (9+10) очков в 17 проведённых матчах.

## Лауреаты
| Сезон   | Игрок         | Клуб              | Примечания                                                   |
| ------- | ------------- | ----------------- | ------------------------------------------------------------ |
| 2009/10 | Дмитрий Орлов | Кузнецкие Медведи | 19 (9+10) очков в 17 матчах при показателе полезности «+5»   |
| 2010/11 | Никита Гусев  | Красная Армия     | 27 (17+10) очков в 16 матчах при показателе полезности «+15» |
| 2011/12 | Никита Гусев  | Красная Армия     | 33 (16+17) очков в 19 матчах при показателе полезности «+5»  |
| 2012/13 | Артём Воронин | МХК «Спартак»     | 20 (10+10) очков в 20 матчах при показателе полезности «+8»  |
| 2013/14 | Арсений Хацей | МХК «Спартак»     | 14 (11+3) очков в 23 матчах при показателе полезности «+10»  |